# Con Alma
Con Alma ist eine Komposition von Dizzy Gillespie.
Sie enthält Elemente des Bebop, des Modern Jazz und der lateinamerikanischen Musik. Beachtenswerte Aufnahmen des Titels spielte Oscar Peterson mit seinem Trio ein. Peter Herbolzheimer hat das Stück für Big Band arrangiert. Con Alma ist inzwischen zu einem viel gespielten Jazz-Standard geworden.